# 아쿠아라이프
아쿠아라이프는 열대어 기르기에 대해 다루는 잡지다. 원래 일본 잡지였으나 2013년 5월부터 대한민국에서도 발간되었다.